# Майдюк Валентин Єфимович
Валентин Єфимович Майдюк (нар. 1938) — радянський футболіст, нападник.

## Життєпис
Футбольну кар'єру розпочав у 1956 році в складі дніпровського «Металурга». Команда на той час виступала в Класі Б, в якому Валентин зіграв 30 матчів та відзначився 11-а голами, ще 4 матчі (2 голи) провів у кубку СРСР. Своєю впевненою грою привернув увагу вищолігового сталінського «Шахтаря», до складу якого приєднався по ходу сезону 1958 року. Дебютував у футболці «гірників» 23 березня 1958 року в програному (0:3) виїзному поєдинку 1-о туру Класу А проти московського «Локомотива». Майдюк вийшов на поле в стартовому складі, а в другому таймі його замінив Борис Рассихін. У футболці сталінського колективу зіграв 4 поєдинки. У 1959 році повернувся до «Металурга», за який у Класі Б відіграв 26 матчів та відзначився 12-а голами.
По ходу сезону 1960 року перейшов у харківський «Авангард», який того сезону виступав у вищому дивізіоні радянського футболу. Дебютував у футболці харківського колективу 12 липня 1960 року в програному (0:1) домашньому поєдинку 17-о туру Попереднього раунду Підгрупи 1 Класу А проти ташкентського «Пахтакора». Валентин вийшов на поле в стартовому складі та відіграв увесь матч. За харківський клуб у вищому дивізіоні зіграв 5 матчів.
У 1961 році перейшов у горлівський «Шахтар», за який у Класі А зіграв 16 матчів та відзначився 5-а голами, ще 1 матч провів у кубку СРСР. У 1962 році підсилив олександрійський «Шахтар», який того року дебютував у змаганнях команд майстрів. За олександрійських «гірників» у Класі Б зіграв 8 матчів (2 голи), ще 2 матчі (1 гол) провів у кубку СРСР.
По завершенні сезону закінчив кар'єру професіонального футболіста.
У 60-х та 70-х роках XX століття виступав за аматорський колектив Заводу імені Карла Лібкнехта (Дніпропетровськ). У 1979 році разом з цим клубом виступав у чемпіонаті УРСР серед колективів фізичної культури.